# Coprosma cymosa
Coprosma cymosa är en måreväxtart som beskrevs av Wilhelm B. Hillebrand. Coprosma cymosa ingår i släktet Coprosma och familjen måreväxter. Inga underarter finns listade i Catalogue of Life.